# Arleux
Arleux ist eine französische Stadt mit 3148 Einwohnern (Stand 1. Januar 2022) im Département Nord in der Region Hauts-de-France. Sie gehört zum Arrondissement Douai und zum Kanton Aniche. Die Bewohner werden Arleusiens und Arleusiennes genannt.

## Geografie
Die Stadt Arleux liegt im Tal des Flusses Sensée an der Verbindung der beiden Schifffahrtskanäle Canal du Nord und Canal de la Sensée, sechs Kilometer südlich von Douai und 15 Kilometer nordwestlich von Cambrai. Im Süden grenzt Arleux an das Département Pas-de-Calais.

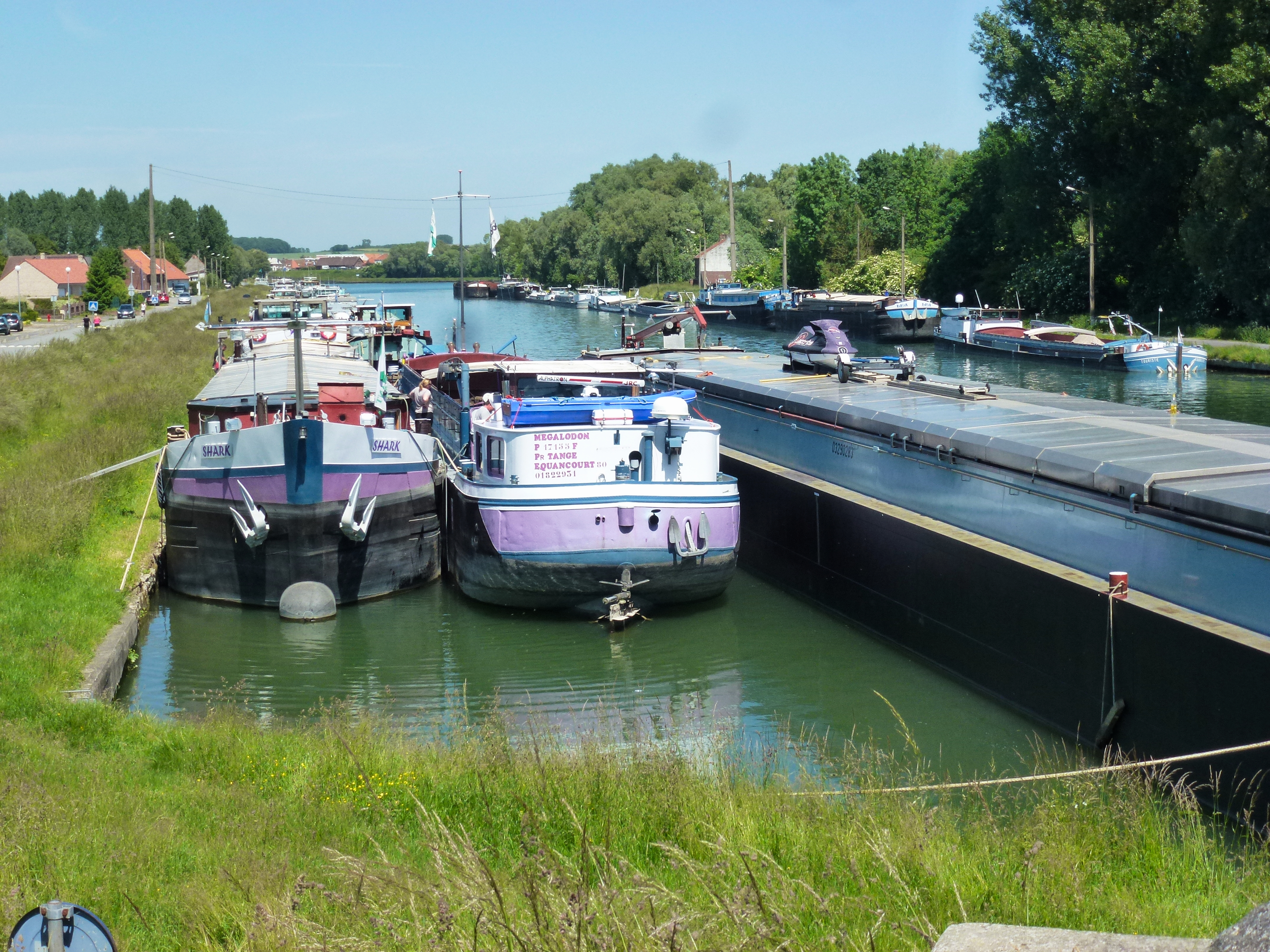
Canal du Nord
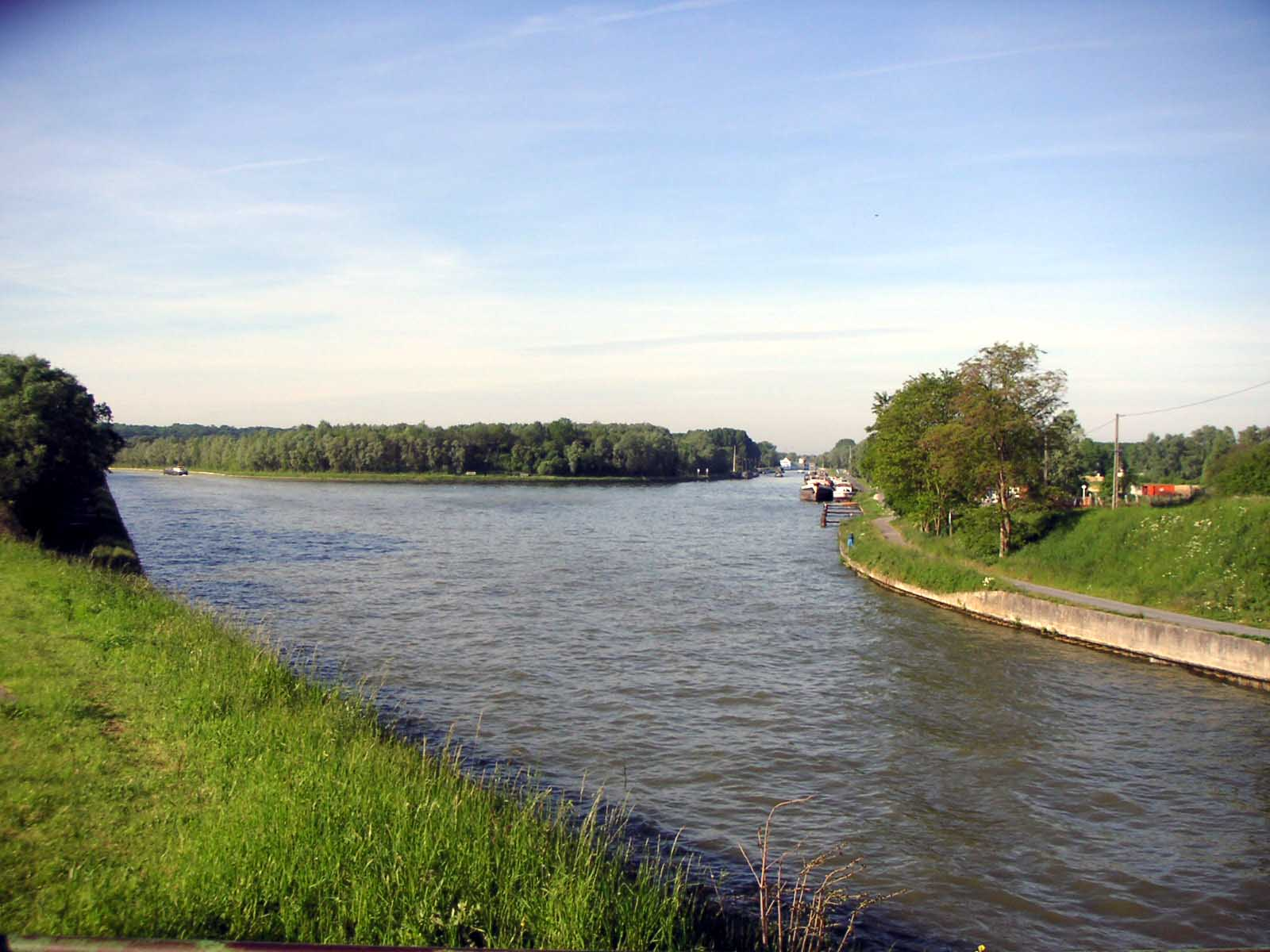
Abzweig des Canal du Nord vom Canal de la Sensée

## Bevölkerungsentwicklung
| Jahr                       | 1962 | 1968 | 1975 | 1982 | 1990 | 1999 | 2010 | 2020 |
| Einwohner                  | 1961 | 2214 | 2225 | 2605 | 2656 | 2567 | 2935 | 3160 |
| Quellen: Cassini und INSEE |      |      |      |      |      |      |      |      |

## Sehenswürdigkeiten
- Romanische Kirche Saint-Nicolas aus dem 12. Jahrhundert
- Ehemalige Brauerei und Mälzerei „Campion“, in der zweiten Hälfte des 19. Jahrhunderts errichtet, in Betrieb bis 1948
- Bahnhof von Arleux

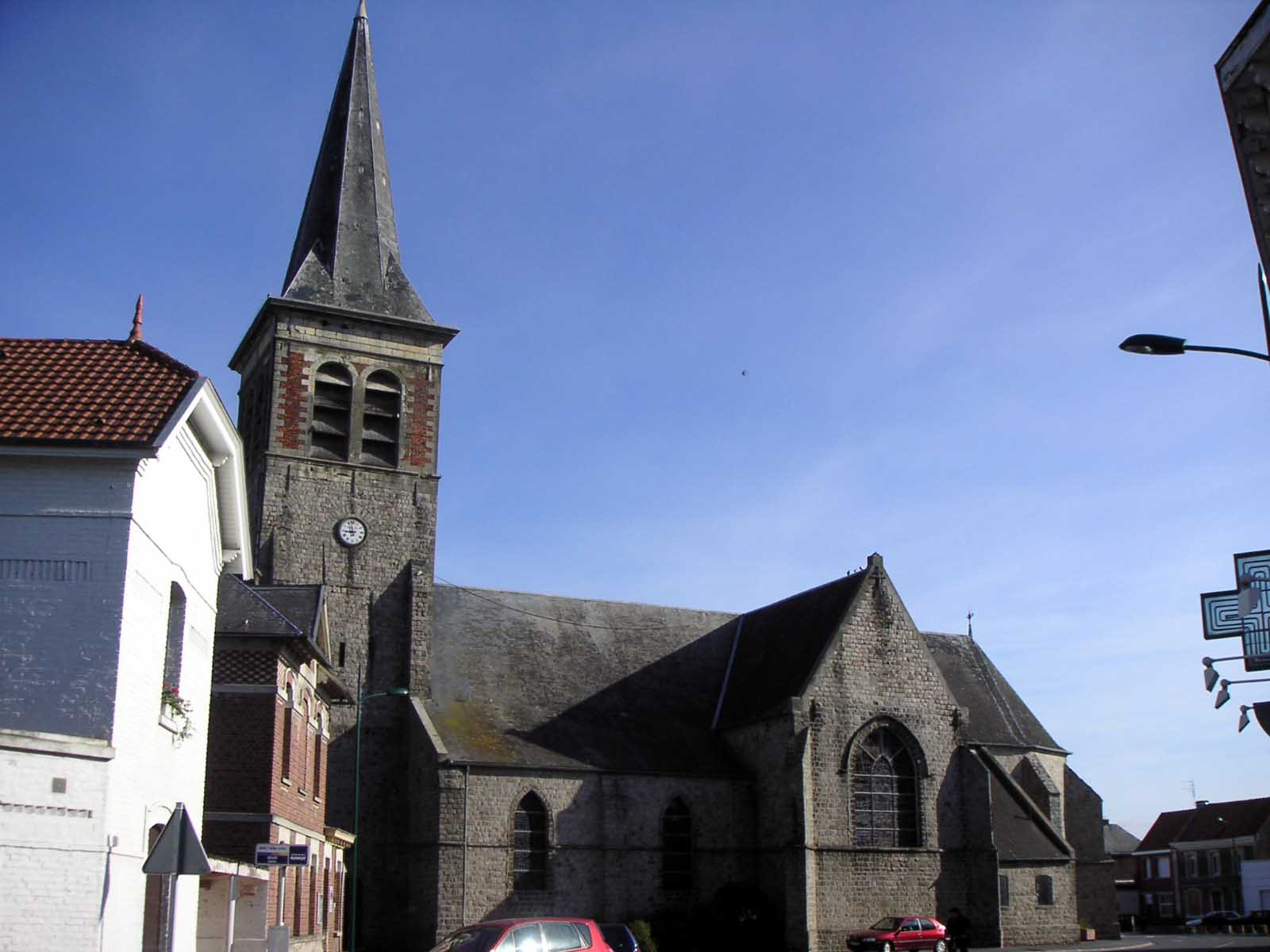
Kirche Saint-Nicolas
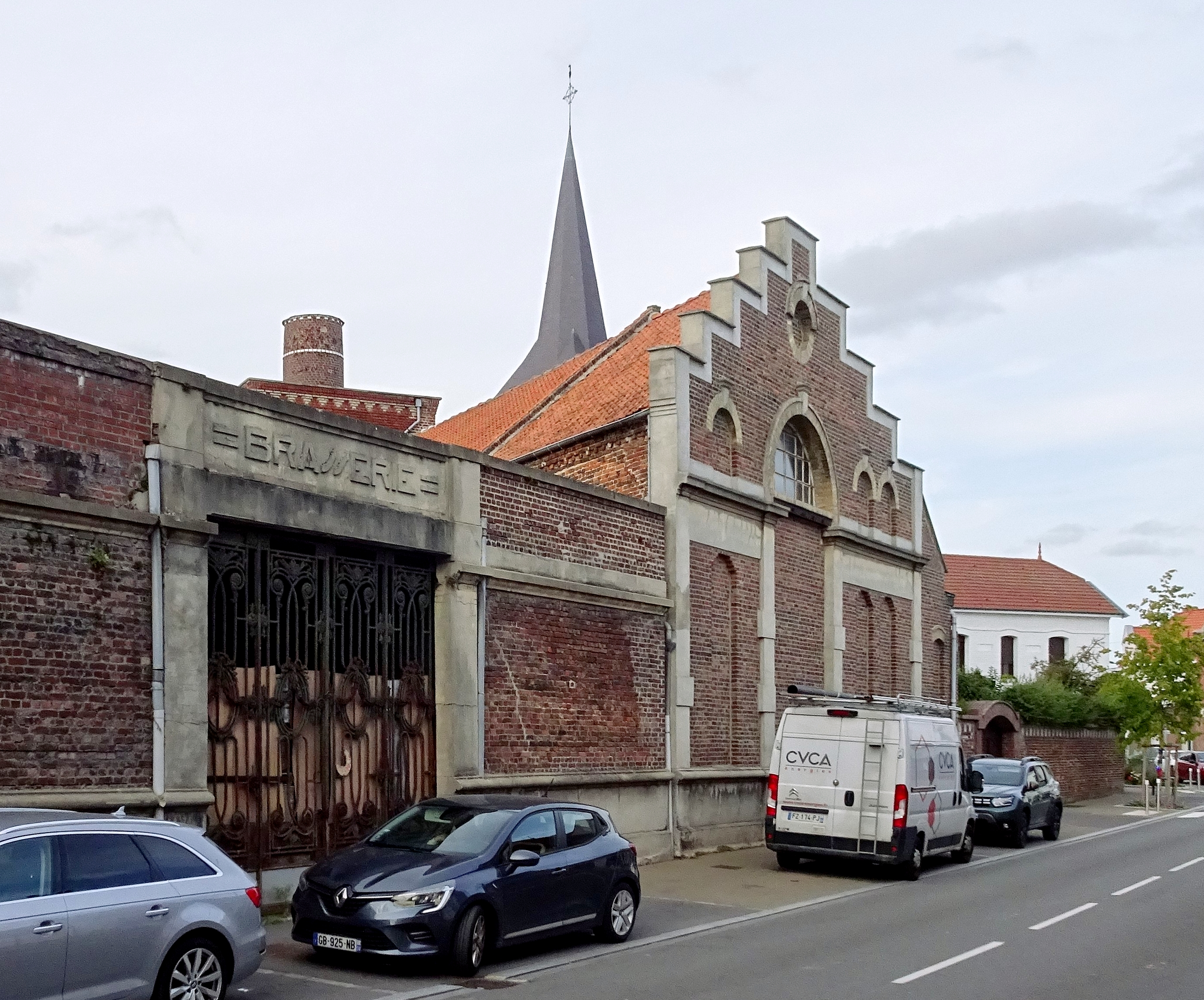
Ehemalige Brauerei
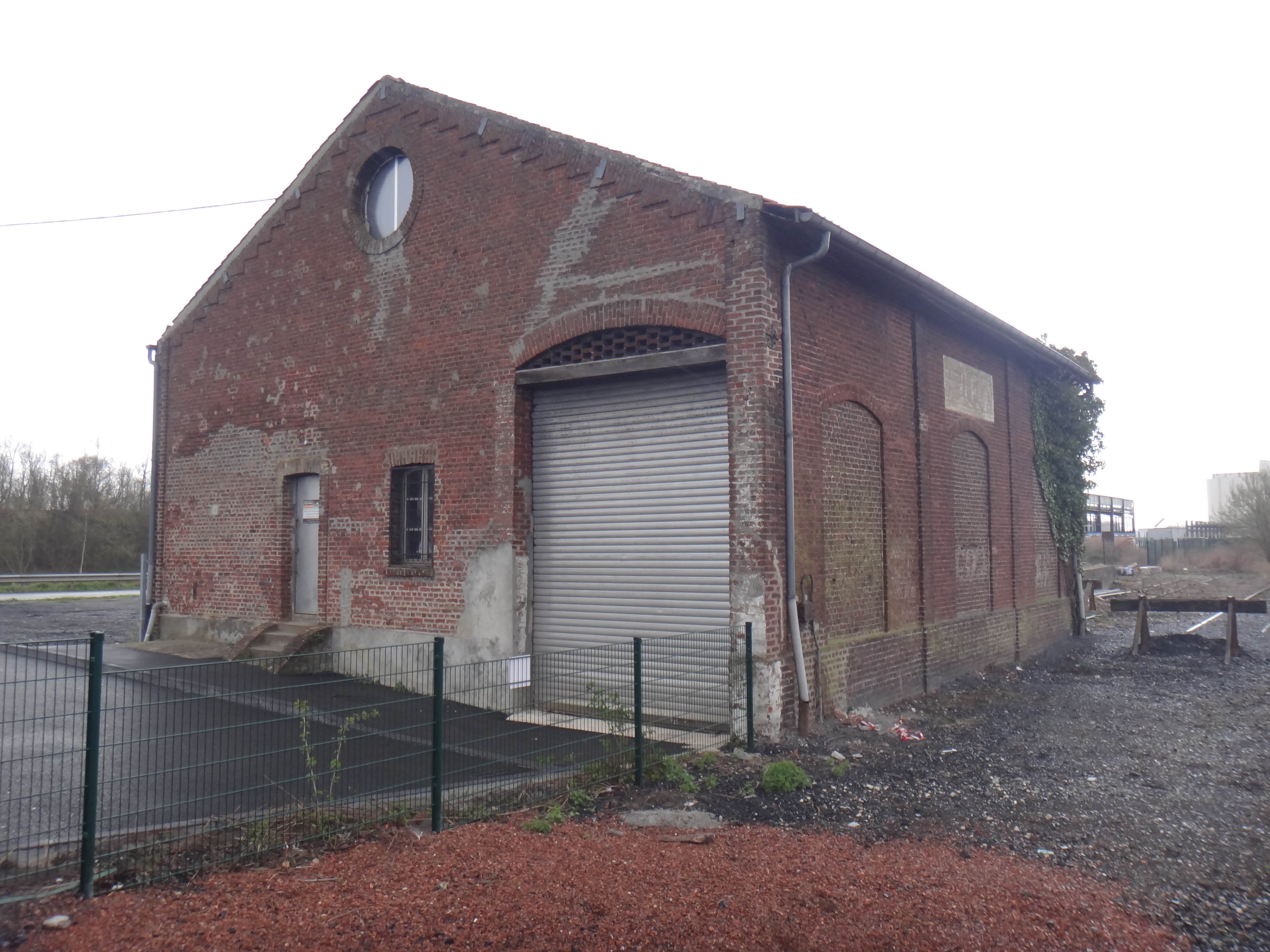
Altes Bahnhofsgebäude
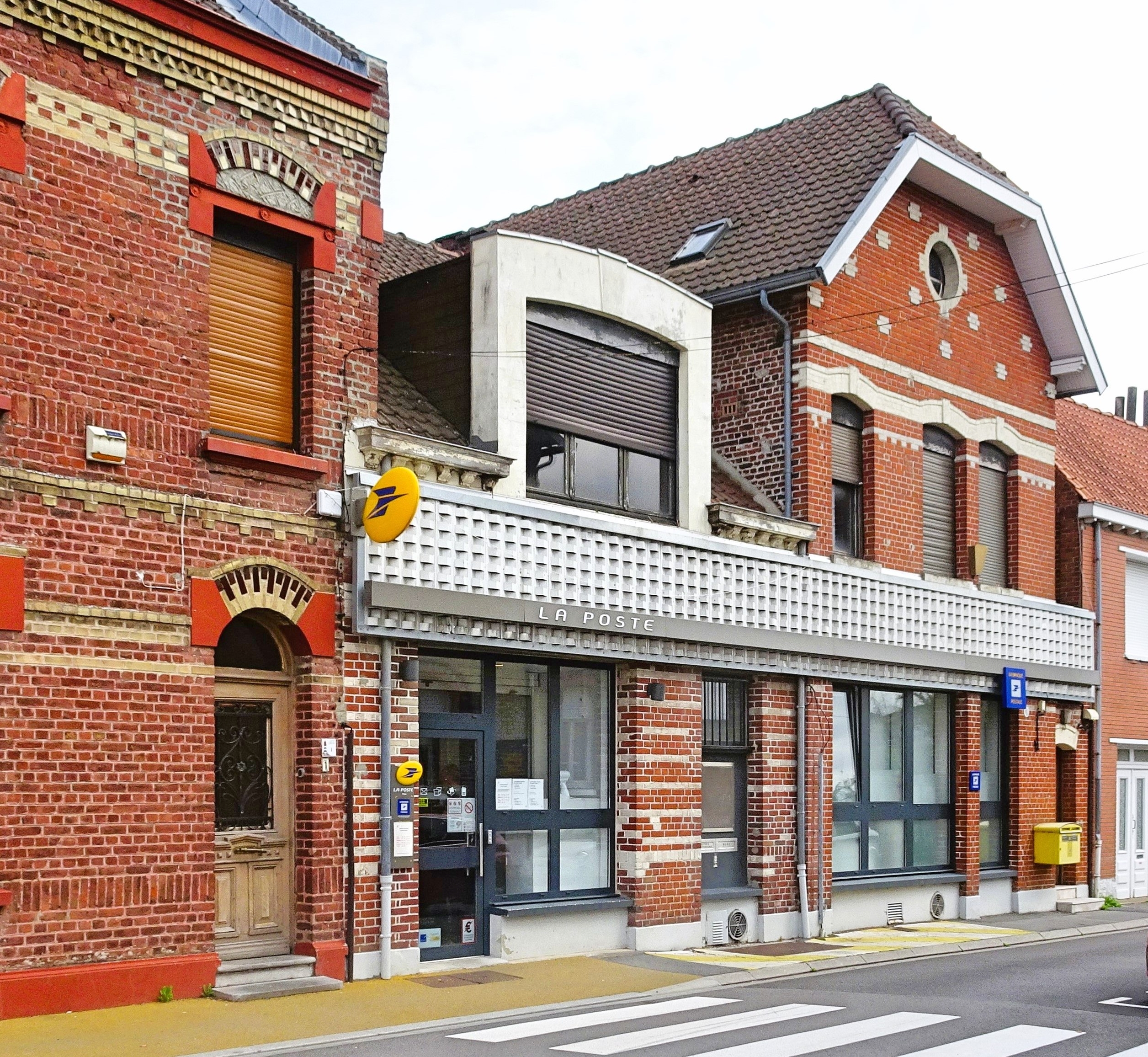
Postamt
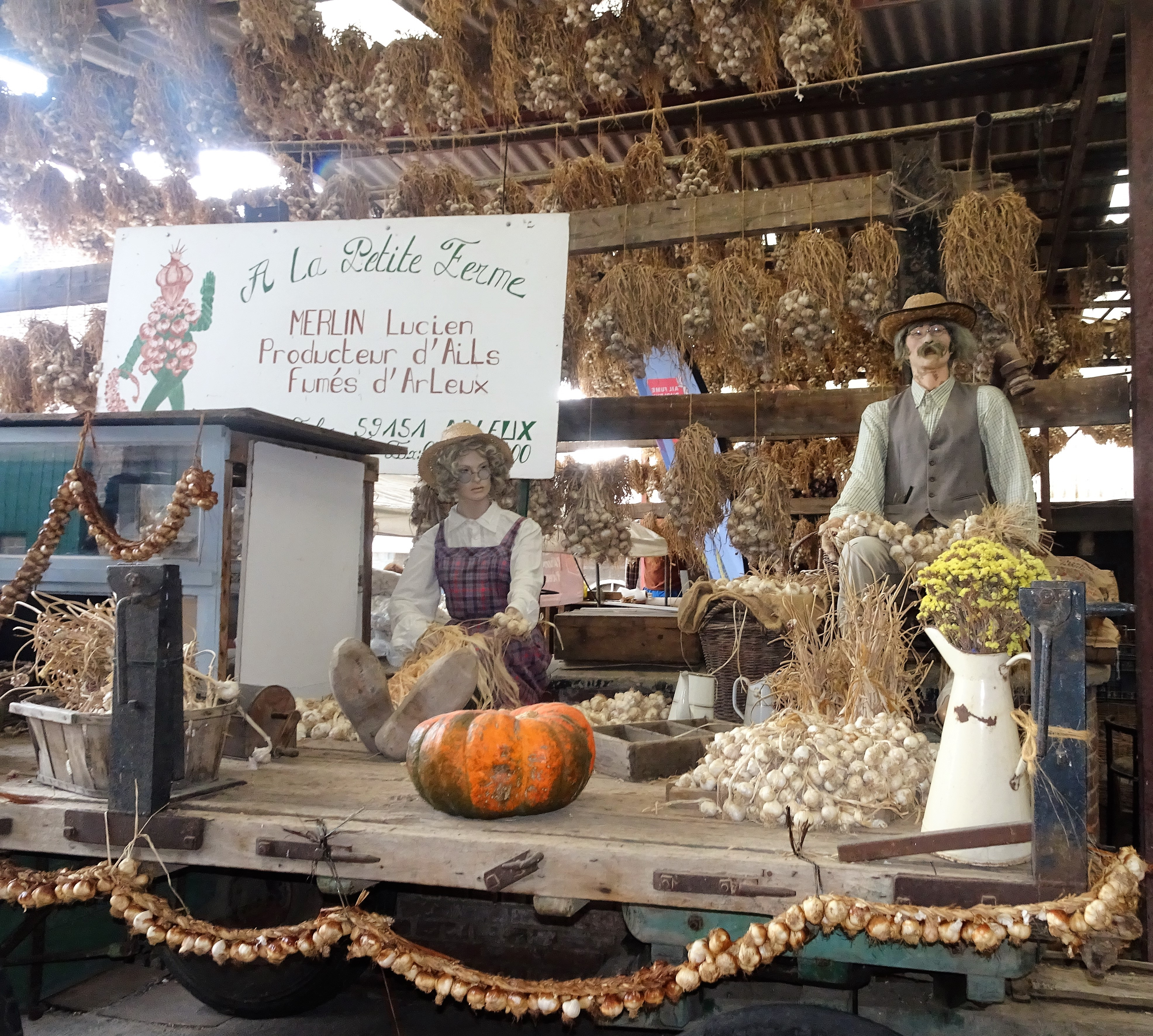
Knoblauch-Verkaufsstand
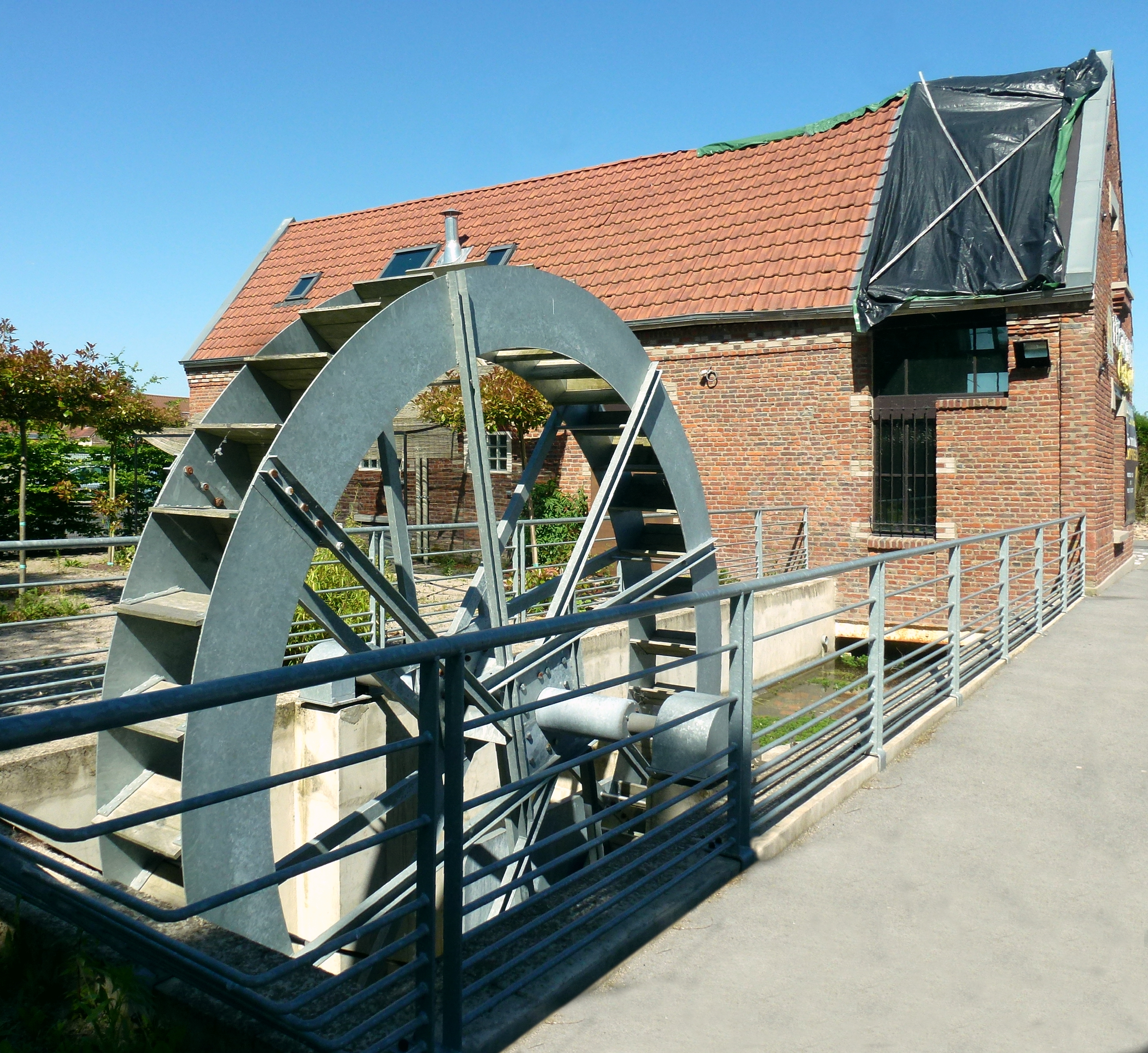
Paddelmühle

## Die Riesen
Die Giganten sind Grin Batiche, gegründet im Jahr 2003, das die ehemaligen Knoblauchproduzenten darstellt, die mit Kapuzen auf dem Rücken durch die Landschaft ziehen, um ihre Produktion unter dem Ruf „À z’ails, à z’aulx“ zu verkaufen. Seitdem wurde 2005 Henriette la Porteuse d’Ail und dann Tiot Jean gegründet

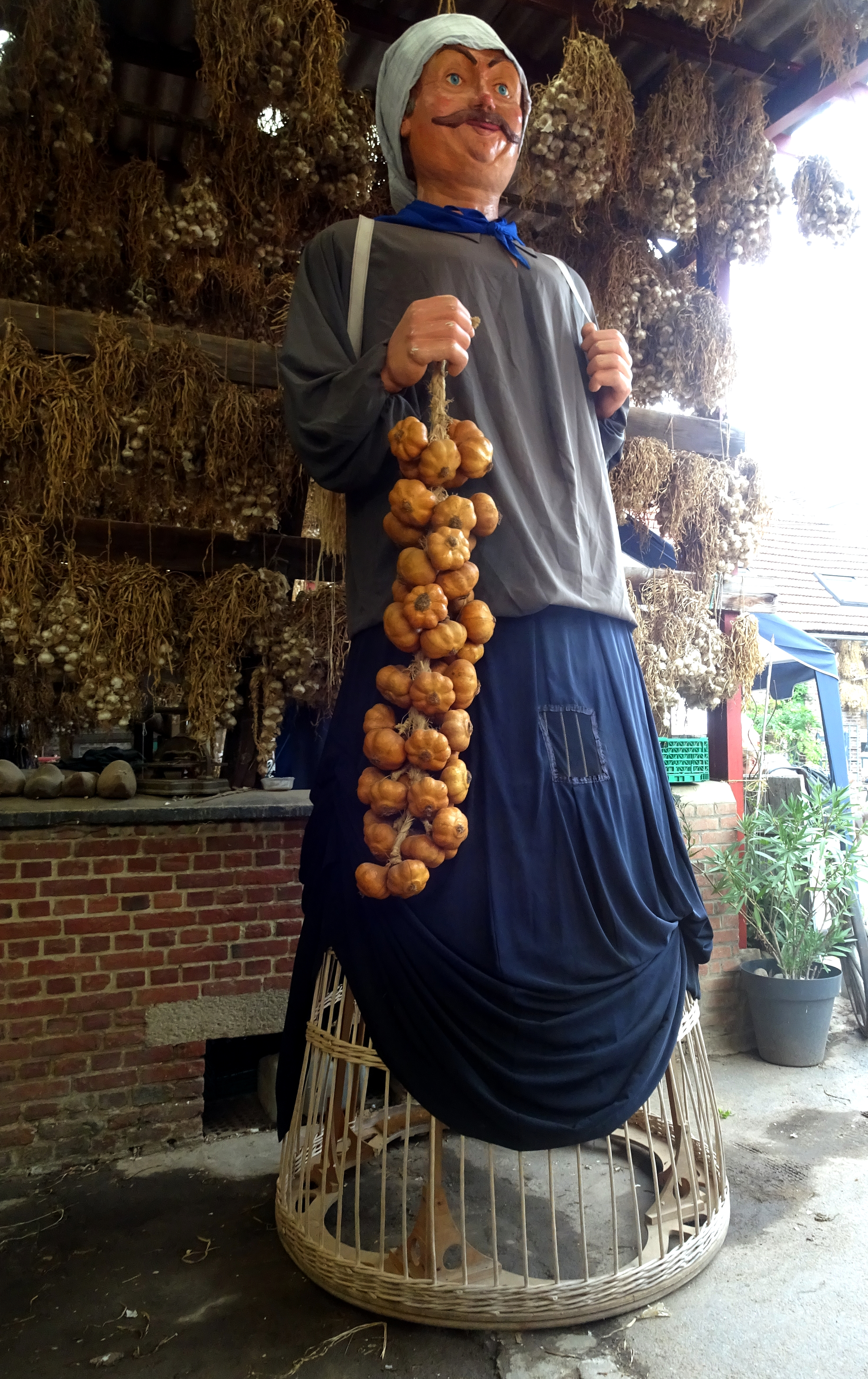
Grin' Batiche, der Flechter (2003)
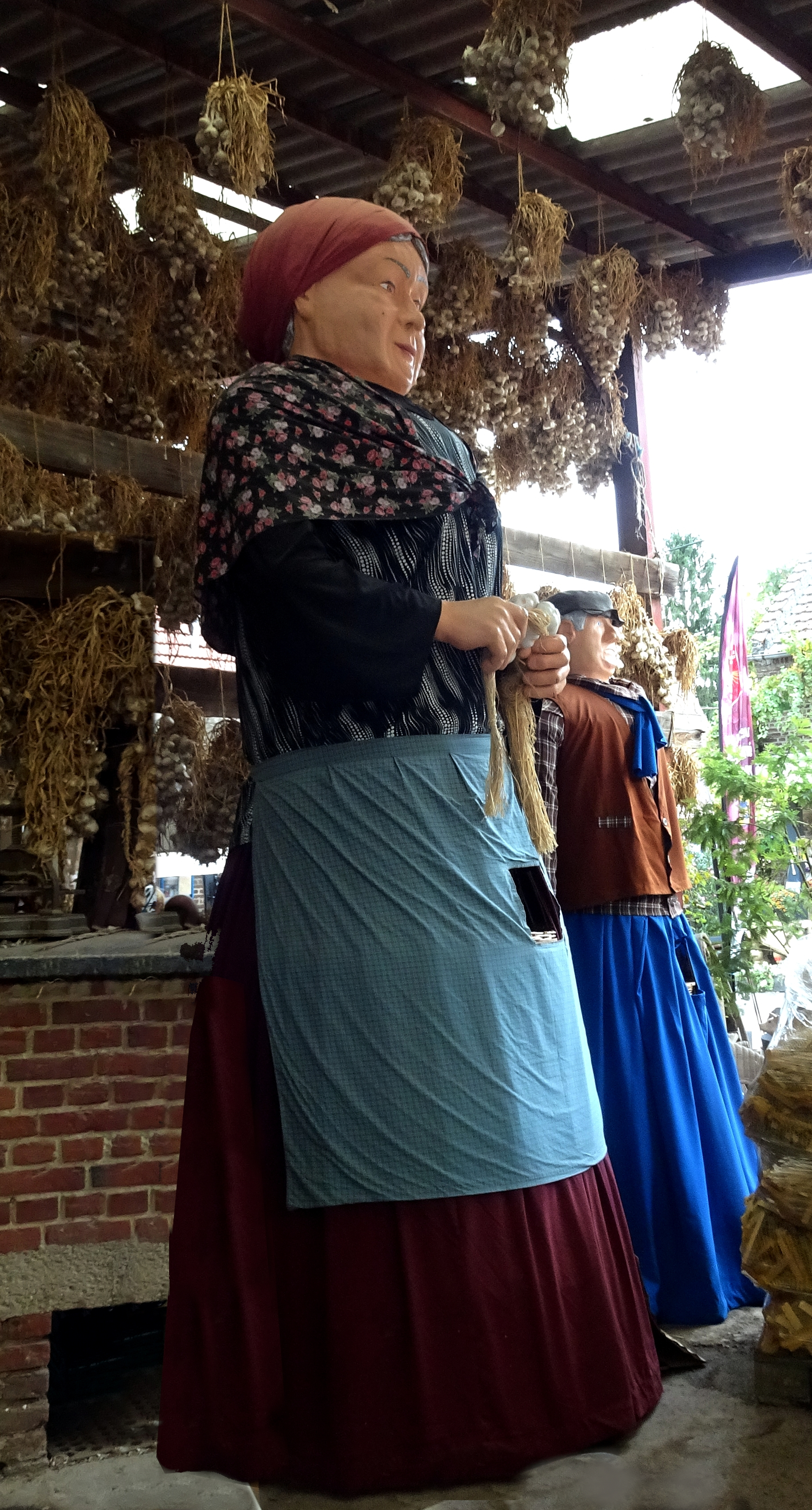
Henriette die Bonch'teuse (2005)

## Verkehr
Durch Arleux verläuft eine Eisenbahnstrecke, die die Städte Douai und Cambrai verbindet.

## Persönlichkeiten
- Philippe-Antoine Merlin (1754–1838), Politiker während der Französischen Revolution, des Konsulats und des Ersten Kaiserreiches, auch Merlin de Douai genannt, geboren in Arleux
- Marcel Le Glay (1920–1992), französischer Klassischer Archäologe und Epigraphiker, geboren in Arleux